# Секстант A
Секстант A (также известна как UGCA 205) — крошечная карликовая неправильная галактика, около 5000 световых лет в поперечнике. Секстант A, также как и наша галактика Млечный Путь, находится в пределах Местной группы галактик в 4,3 миллионах световых лет от Земли и является одним из самых отдалённых членов Местной группы. Входит в подгруппу галактики NGC 3109.
Данная галактика интересна своей уникальной квадратной формой, которая получилась благодаря многочисленным взрывам сверхновых звёзд. Считается, что приблизительно 100 млн лет назад взрывы сверхновых запустили волну звёздообразования в центре галактики. Вновь образующиеся массивные короткоживующие звёзды вскоре также взрывались в виде сверхновых, сбрасывая свои внешние газовые оболочки и образуя вокруг себя диффузные туманности. Именно эти остаточные скопления газа и пыли, подсвечиваемые горячими голубыми звёздами по краям, и придают галактике столь необычную форму, с точки зрения земного наблюдателя напоминающую квадрат. Эти молодые звёзды также очерчивают текущие границы областей звёздообразования в галактике.
На ночном небе наблюдается в созвездии Секстанта, где в 1942 году и была обнаружена немецким астрономом Фрицем Цвикки.